# Lagarrigue, Lot-et-Garonne
Lagarrigue är en kommun i departementet Lot-et-Garonne i regionen Nouvelle-Aquitaine i sydvästra Frankrike. Kommunen ligger i kantonen Port-Sainte-Marie som tillhör arrondissementet Agen. År 2022 hade Lagarrigue 274 invånare.

## Befolkningsutveckling
Antalet invånare i kommunen Lagarrigue
| Referens: INSEE |